# Comune di Fuglebjerg
Il comune di Fuglebjerg  fino al 1º gennaio 2007 è stato un comune danese situato nella 
contea della Selandia Occidentale, il comune aveva una popolazione di 6 603 abitanti (2006) e una superficie di 141 km². Capoluogo era la cittadina omonima.
Dal 1º gennaio 2007, con l'entrata in vigore della riforma amministrativa, il comune è stato soppresso e accorpato ai comuni di  Fladså, Holmegaard e Suså per dare luogo al riformato comune di Næstved compreso nella regione della Selandia.